# Tyrrell Ridge
Tyrrell Ridge (polnisch Grań Tyrrella) ist ein etwa 220 m hoher Gebirgskamm auf King George Island im Archipel der Südlichen Shetlandinseln. Er ragt zwischen dem Flagstaff Hill und dem Piasecki-Pass auf der Keller-Halbinsel auf.
Polnische Wissenschaftler benannten ihn 1980. Namensgeber ist der britische Geologe George Walter Tyrrell (1883–1961) von der University of Glasgow, der petrographische Studien zu den Gesteinen auf King George Island unternommen hatte.